# メガマック
メガマック (MEGA MAC) は、ファーストフード店マクドナルドによるビッグマックを超える大型ハンバーガーのこと。日本において、さまざまな業種に広がりを見せつつある「大型食品」のさきがけとなった商品でもあった。本項では、日本においてメガマック以降に販売されたラインナップ「メガシリーズ」についても記述する。

## 概要
メガマックは基本的な味付け・材料・調理法は既存メニューのビッグマックの調理法と材料を利用して大型ハンバーガーとして作られた。アメリカ合衆国、カナダ、中華人民共和国の3カ国で発売され、販売数が好調との報告を受けた日本マクドナルドでも販売を決定した。なお、アメリカではモンスターマック (Monster Mac) というメガマックの2倍（ビッグマックの4倍）の特大ハンバーガーや、アメリカの一部や豪州、ニュージーランドではサン・オブ・マック (Son of Mac) やミニマック (Mini Mac) あるいはベビーマック (Baby Mac)、またマックジュニア (Mac Jr.) として逆にハンバーガーパティ1枚のみという小型ハンバーガーがある。

### 特色
上から、バンズ→パティ→パティ→ピクルス→レタス→バンズ→パティ→パティ→チーズ→レタス→バンズの順番で挟んであり、合計で4枚のパティが入っている。ハンバーガー一つにつき4枚のパティという製造材料のアンバランスさが大きな特徴となっている。

## 日本における展開

### 期間限定メニュー
2006年から首都圏の数店舗で試験販売を開始した。その後期間限定メニューとして2007年1月12日から2月4日までの期間を予定して日本国内のマクドナルドで発売が開始された。当初は欧米向け消費者の指向に合った高カロリー（754kcal）のハンバーガーであり、基本的な味付けは従来のビッグマックと変わらないため、日本マクドナルド側も通常の期間限定メニューとして想定・対応していたが、販売開始後4日間で当初168万食の販売見込数が、実際にはその約2倍の332万食の販売数と想定外のオーダーがメガマックへ集中したため、各店舗で製造が追いつかず数量限定販売に切り替えられ、更に話題を呼び店頭に長蛇の列が出来た。これらの現象はマスメディアでも取り上げられ、雑誌・新聞社、テレビの情報番組でも大型ハンバーガーが人気の理由・リポートの様子が報じられた。
当初の終了予定を1ヶ月延長して同年3月4日まで販売は続けられた。販売単価の高いメガマックの売り上げ増が寄与して2007年2月の売り上げは前年比12.4%増を記録したため、日本マクドナルドでは数度にわたって期間限定販売を実施した（下表参照）。
| 期 | プレスリリース | 販売期間               |
| -- | -------------- | ---------------------- |
| 1  | 2006年12月20日 | 2007年1月12日-3月4日   |
| 2  | 2007年3月22日  | 2007年4月1日-5日       |
| 3  | 2007年3月22日  | 2007年4月15日-19日     |
| 4  | 2007年3月22日  | 2007年5月1日-5日       |
| 5  | 2007年7月5日   | 2007年7月20日-8月9日   |
| 6  | 2007年9月25日  | 2007年9月28日-10月4日  |
| 7  | 2007年10月18日 | 2007年10月19日-11月1日 |
| 8  | 2007年11月15日 | 2007年11月16日-21日    |

### レギュラーメニュー化〜販売終了
幾度となく行われた限定販売においていずれも好評で、2007年1月の発売開始以降年間販売数2300万個以上と、消費者から圧倒的な支持を得たこともあって、2008年4月4日よりレギュラーメニュー化された。
2008年11月28日より、クォーターパウンダーが販売される店舗から順に、メガマックの販売は終了となった。
なお、終了後も限定商品としてたびたび販売されている。
また、2018年3月19日より開始した夜マック（17:00～翌4:59の間に通常の販売価格に100円をプラスする事でパティの枚数を通常の2倍にする事が可能なサービス）で注文可能な倍ビッグマックはビッグマックのビーフパティが4枚になり、実質メガマックと同一商品である。値段も490円と同じ（地域による）。2020年にはダブルビッグマックという名称で期間限定販売された。

### メガシリーズ

#### メガてりやき
メガてりやき（MEGA TERIYAKI）は、日本マクドナルドが第一弾のメガマックに続く「メガブラザーズ第二弾」として企画され、幾度か期間限定販売（後述）されている大型ハンバーガーの名称。主な特色はメガマックと同じくボリューム感がある食べ応え (903kcal) である。ポークパティを2枚使用して、ゴマの付いたバンズを使用。3枚にカットされたバンズの中にポークパティを挟んでいる。

#### メガたまご・メガトマト
メガたまご（MEGA TAMAGO）・メガトマト（MEGA TOMATO）はメガシリーズの第3弾として期間限定販売（後述）された、大型ハンバーガーの名称。メガたまごはハンバーグ3枚、タマゴ、ベーコン2枚、レタス、チェダーチーズを、メガトマトはハンバーグ3枚、トマト、ベーコン2枚、レタス、チェダーチーズを挟んでいる。

#### メガマフィン
メガマフィン（MEGA MUFFIN）はメガシリーズの第4弾として期間限定販売（後述）され、2009年1月9日レギュラーメニューになった朝マック初となるメガメニューの名称。基本的な味付け・材料・調理法は既存メニューのソーセージエッグマフィンの調理法と材料を流用しており、ポークパティ2枚、ベーコン2枚、たまご、チーズをイングリッシュ・マフィンに挟んでケチャップで味付けしている。

#### マックホットドッグ メガソーセージ
マックホットドッグ メガソーセージは期間限定販売（後述）された、ホットドッグの名称。2009年3月から加わった朝マックメニュー「マックホットドッグ クラシック」のあらびきポークソーセージが通常サイズの2倍に変更された（パンは通常サイズ）内容であった。なお、荒尾市を除く熊本県では同年3月6日より先行販売していた。

#### 試験販売
大型ハンバーガー『メガマック』の好評を受け、日本マクドナルドでは各種メガメニューの試験販売を行っている。
- メガてりやきマックバーガー（上記のメガてりやきと異なり真ん中のバンズとチーズは入っていない別物）、メガフィレオフィッシュ、メガチキンフィレオの3商品が東京都内のマクドナルド10店舗限定で2007年2月6日より短期間の試験販売が行われた[17][18]、これらはメガシリーズとして正式メニュー化はされなかったが、メガてりやきマックバーガーとメガフィレオフィッシュは同一の内容でそれぞれダブルてりやきマックバーガー、ダブルフィレオフィッシュという名称で2013年12月に限定販売された。
- メガたまご・メガトマトは、広島県と山口県岩国市のみの地域店舗限定商品として、2007年8月10日から同年9月6日の間、期間限定試験販売が行われた[19]。
- メガマフィンは2008年2月に埼玉県内の数店舗にて試験販売が行われた[13][14]。
- メガグリドルが2008年春に大宮地区などの一部店舗で試験販売が行われた、長らく正式メニューとして展開されなかったが、2016年8月に「メガマックグリドル」として限定販売された。

#### 販売期間・関連エピソード
| メガシリーズ                      | プレスリリース | 期 | 販売期間                     | 関連エピソード |
| --------------------------------- | -------------- | -- | ---------------------------- | --- |
| メガてりやき                      | 2007年5月21日  | 1  | 2007年6月8日-7月19日         | |
| メガたまご メガトマト             | 2007年11月15日 | 1  | 2007年12月12日-2008年1月10日 | 当初の予定より2日早く他社の新商品大型ハンバーガーと同じ12月12日からの発売に変更された。                                                                             |
| メガマフィン                      | 2008年3月13日  | 1  | 2008年4月4日-5月8日          | 朝マックの時間帯である午前10時半までの販売（24時間営業店舗の場合は、午前5時より）。期間終了後、「好評につき販売継続」（一部店舗を除く）を経てレギュラーメニュー化。 |
| メガてりやき                      | 2008年3月13日  | 2  | 2008年4月4日-5月8日          | 午後7時以降の販売。 |
| メガたまご                        | 無             | 2  | 2008年6月6日-6月26日         | |
| マックホットドッグ メガソーセージ | 2009年4月1日   | 1  | 2009年4月2日-7月中旬         | 朝マックの時間帯である午前10時半までの販売（24時間営業店舗の場合は、午前5時より）。                                                                                 |
| メガてりやき                      | 2011年4月14日  | 3  | 2011年4月22日-5月12日        | |